# Bò Simmental

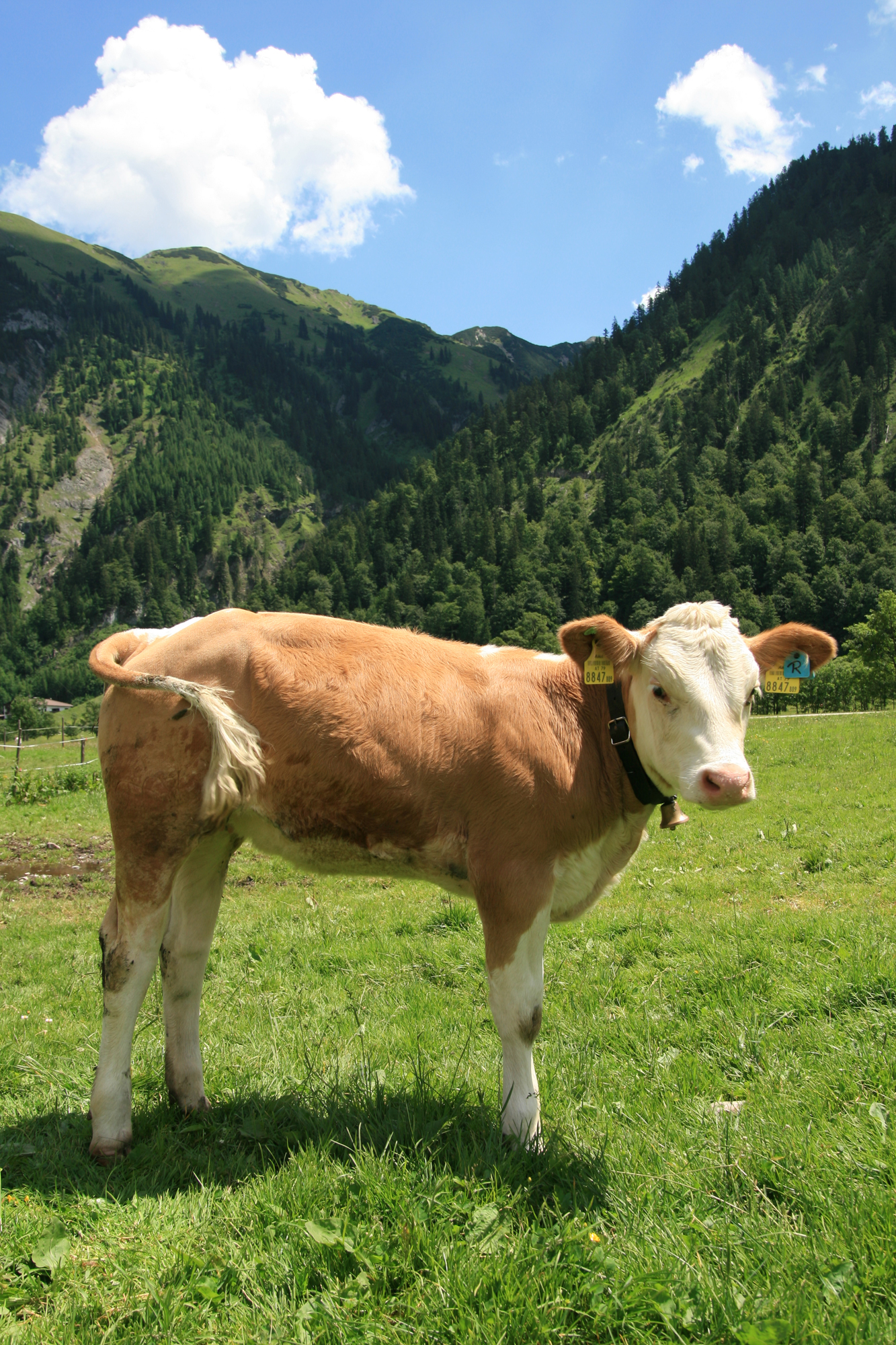
Một con bê

Bò Simmental là một giống bò thịt có xuất xứ từ phía Tây Thụy Sĩ, giống bò này trong nhiều năm đã được chăn nuôi để lấy sữa, lấy thịt hoặc tận dụng sức kéo. Cân nặng trung bình của bò đực vào khoảng 1100 kg và bò cái khoảng 700 kg. Simmental được giới thiệu đến Úc vào năm 1972 và thích ứng với nhiều dạng môi trường và hệ thống sản xuất của Úc. Giống Simmental Úc có các đặc trưng như Giống Simmental với thân hình rắn chắc, vạm vỡ hơn sẽ cho sản lượng thịt bò bán được cao hơn và đạt tới cân nặng đủ tiêu chuẩn thị trường từ sớm giúp giảm áp lực về nguyên liệu hàng năm. 